# Milana Dadaševa
Milana Kamilchanovna Dadaševa (in russo Милана Камилхановна Дадашева?; Izberbaš, 20 febbraio 1995) è una lottatrice russa, specializzata nella lotta libera. Ha rappresentato la Russia ai Giochi olimpici estivi di Rio de Janeiro 2016, terminando all'undicesimo posto nel torneo dei 48 kg.

## Palmarès
- Europei

Kaspijsk 2018: bronzo nei -50 kg.
Roma 2020: bronzo nei -50 kg.
- Mondiali universitari

Çorum 2016: oro nei -53 kg;
- Giochi mondiali militari

Wuhan 2019: bronzo nei -53 kg.
- Mondiali militari

Mosca 2018: bronzo nei -53 kg.
- Mondiali U23

Bucarest 2018: argento nei -53 kg;
- Europei U23

Ruse 2016: bronzo nei -48 kg;
- Mondiali junior

Zagabria 2014: bronzo nei -48 kg;
Salvador 2015: bronzo nei -48 kg;
- Europei junior

Zagabria 2012: bronzo nei -48 kg;
Istanbul 2015: oro nei -48 kg;